# 学林街道
学林街道，是中华人民共和国湖南省株洲市石峰区下辖的一个乡镇级行政单位。

## 行政区划
学林街道下辖以下地区：
樟树下社区、三冲社区、太平桥社区、响塘社区、大丰社区、双丰社区和文荟社区。